# Stoloteuthis leucoptera
Stoloteuthis leucoptera é uma espécie de molusco pertencente à família Sepiolidae.
A autoridade científica da espécie é A. E. Verrill, tendo sido descrita no ano de 1878.
Trata-se de uma espécie presente no território português, incluindo a zona económica exclusiva.